# シドマス子爵
シドマス子爵（英: Viscount Sidmouth）は、イギリスの子爵位。連合王国貴族。首相を務めたヘンリー・アディントンが叙位されたことに始まる。
アディントン家にシドマス子爵位以外に保持する爵位はない。

## 歴史

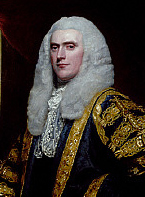
初代シドマス子爵ヘンリー・アディントン

政治家ヘンリー・アディントン(1757-1844)は、首相退任の翌年にあたる1805年1月12日にデヴォン州におけるシドマスのシドマス子爵(Viscount Sidmouth, of Sidmouth in the County of Devon)を授けられた。
その孫にあたる3代子爵ウィリアム(1824-1913)は襲爵前にディヴァイジズ選挙区選出の庶民院議員を務めた。彼が1913年に没すると、息子のジェラルドがその後を襲ったのち、その直系男子によって爵位は受け継がれた。
しかし5代子爵ジェラルド(1882-1953)が男子なく死去したため、爵位は弟レイモンド(6代子爵,1887-1976)が継承した。これ以降は、彼の直系男子によって現在まで爵位の継承が続いている。
6代子爵の孫にあたる8代子爵ジェレミー(1947-)がシドマス子爵家現当主である。
一族の邸宅は、ウィルトシャー州カーン近郊のハイウェイ・マナー(Highway Manor)。
かつての一族の邸宅は、デヴォン州アポテリーに位置したアポテリー・マナー(Upottery Manor)やバークシャー州レディングに所在したアーリー・コート(Erleigh Court)があった。

爵位にかかるモットーは、「敬虔なる王の下の自由(Libertas Sub Rege Pio)」。

## シドマス子爵 (1805年)
- 初代シドマス子爵ヘンリー・アディントン (1757–1844)
- 2代シドマス子爵ウィリアム・レオナルド・アディントン (1794–1864)
- 3代シドマス子爵ウィリアム・ウェルス・アディントン（英語版） (1824–1913)
- 4代シドマス子爵ジェラルド・アンソニー・ペリュー・バグナル・アディントン (1854–1915)
- 5代シドマス子爵ジェラルド・ウィリアム・アディントン (1882–1953)
- 6代シドマス子爵レイモンド・アンソニー・アディントン (1887–1976)
- 7代シドマス子爵ジョン・アンソニー・ペリュー・アディントン (1914–2005)
- 8代シドマス子爵ジェレミー・フランシス・アディントン (1947-)

法定推定相続人は現当主の息子ジョン・アディントン閣下 (1990-)